# بيج توركو
جين بيج توركو (بالإنجليزية: Jean Paige Turco) مواليد (17 مايو، 1965) مُمثلة أمريكية. اشتهرت بأدائها شخصية أبريل أونيل في فيلم سلاحف النينجا: المستقنع السري وسلاحف النينجا 3. وشخصية آبيغايل غريفن بمسلسل المئة على قناة «CW».

## نشأتها
ولدت توركو في سبرينغفيلد، ماساتشوستس، والدها ديفيد فينسنت توركو ووالدتها جويس جين. تخرجت من جامعة باي باث في لونغميدو، ماساتشوستس، كما درست المسرح في جامعة كونيتيكت. تتبع توركو تعاليم الكنيسة الرومانية كاثوليكية. تزوجت توركو بالممثل جيسون أومارا ولديهما طفل واحد.

## أبرز أعمالها

### أعمال سينمائية
- 1991: سلاحف النينجا 2: المستقنع السري
- 1993: سلاحف النينجا 3
- 2006: الذي لا يقهر
- 2007: خطة اللعب
- 2009: زوج الأم

### أعمال تلفزيونية
- 2001: القانون والنظام: الوحدة الخاصة للضحايا
- 16-2011: بيرسون أوف إنترست
- 2014-الآن: المئة
- 2014: إن سي آي إس

## وصلات خارجية
- بيج توركو على موقع IMDb (الإنجليزية)
- بيج توركو على موقع ألو سيني (الفرنسية)
- بيج توركو على موقع أول موفي (الإنجليزية)
- بيج توركو على موقع قاعدة بيانات الأفلام السويدية (السويدية)
- بيج توركو على موقع إن إن دي بي (الإنجليزية)
- بيج توركو على موقع قاعدة بيانات الفيلم (الإنجليزية)
- بيج توركو على موقع كينوبويسك (الروسية)